# Walter Klose (Architekt)
Walter Klose (* 6. Juli 1879 in Magdeburg; † 9. Juli 1973 in Düsseldorf) war ein deutscher Architekt. 
Walter Klose war in den Jahren vor dem Ersten Weltkrieg in Düsseldorf in Gemeinschaft mit Georg Schäfer tätig. Das Architekturbüro Klose und Schäfer war auf Warenhäuser und Geschäftshäuser spezialisiert und arbeitete unter anderem für das in Köln ansässige Warenhaus-Unternehmen Gebr. Alsberg AG.
Später trennten sich Klose und Schäfer, während Schäfer weiterhin als Architekt von Kaufhäusern in Erscheinung trat, ist über das Schaffen von Walter Klose bislang nichts bekannt.

## Werk
(Architekturbüro Klose und Schäfer, unvollständig)
- 1911–1912: Umbau und Erweiterung des Kaufhauses Guttmann in Düsseldorf, Grabenstraße 13/15
- 1911–1912: Warenhaus Alsberg (später: Westfalen-Kaufhaus) in Gelsenkirchen, Bahnhofstraße
- 1911–1912: Kaufhaus Weyl in Kleve
- 1912: Wohn- und Geschäftshaus Bittner in Düsseldorf
- 1912–1913: Kaufhaus Dörrenberg (später: Karstadt) in (Remscheid-) Lennep
- 1914–1921: Warenhaus Alsberg (später: Kaufhaus Kortum) in Bochum, Harmoniestraße